# Mantispa dispersa
Mantispa dispersa is een insect uit de familie van de Mantispidae, die tot de orde netvleugeligen (Neuroptera) behoort. 
Mantispa dispersa is voor het eerst wetenschappelijk beschreven door Navás in 1914.